# 陶鹰鼎
陶鷹鼎是仰韶文化陶器，出土於陕西省華縣（现渭南市华州区）太平莊一座成年女性墓葬。2002年列为中華人民共和國禁止出国（境）展览文物之一，現藏中國國家博物館。
1993年，中國第一次申辦奧運，當時在瑞士的洛桑市的奧林匹克博物館正舉行申奧國家文化展，當時國際奧委會主席薩馬蘭奇親自於中國北京及西安等地挑選參展文物，最終陶鷹尊與青铜大面具、错金银龙凤青铜方案、金缕玉衣、兵马俑、鎏金银盘、凤冠和皇帝龙袍共七件文物成為參展品。

## 形制
陶鷹鼎通高35.8厘米，口径23.3厘米、最大腹径32厘米。整体結構質樸，周身光洁，未加紋飾。鼎上雕有一隻兩眼圓睜的貓頭鷹，以鹰的前胸为鼎腹，双翅後收構成鼎之中後部，鷹背开有鼎口，鷹足和尾部為鼎足。鹰的双目圆睁，喙部呈勾状，整體造型頗具氣勢，十分生動。